# Eva Bergman
Eva Bergman, född 5 september 1945 i Helsingborgs Maria församling i dåvarande Malmöhus län, är en svensk regissör. 

## Konstnärlig verksamhet
Bergman växte upp i ett konstnärligt hem i Göteborg och har varit verksam som regissör vid ett antal teatrar, såsom Göteborgs stadsteater, Stockholms stadsteater, Dramaten och Backa Teater i Göteborg. Tillsammans med Ulf Dohlsten och Maria Hedborg skapade hon den nyskapande Backa Teater och var hon åren 1978–2000 dess konstnärliga ledare. Dess arbete med barn- och ungdomsteater blev vida uppmärksammat och prisbelönt, till exempel med Prix d'Assitej 1988. Hon har även deltagit vid internationella samarbeten och gästspel i bland annat Mellanöstern och Afrika. Hon har också hedrats med att få en spårvagn i Göteborg uppkallad efter sig 2002. För det sammansatta långfilmsprojektet 90 minuter 90-tal blev hon en av 10 utvalda regissörer för del 7 (1997).

## Familj
Eva Bergman är dotter till regissörerna Ingmar Bergman och Ellen Bergman. Hon är syster till Mats, Jan och Anna Bergman samt halvsyster till Lena, Ingmar Bergman jr (flygkapten), Daniel Bergman, Linn Ullmann och Maria von Rosen. Hon var 1973–1975 gift med Fabian Carlsson (född 1944) och från 1998 fram till hans död 2015 var hon gift med författaren Henning Mankell (1948-2015).

## Priser och utmärkelser
- 1987 – Svenska Dagbladets Thaliapris
- 1991 – Expressens teaterpris
- 2002 – Göteborgs Spårvägars kulturpris
- 2002 – Årets göteborgare
- 2003 – Hedersdoktor vid den konstnärliga fakulteten vid Göteborgs universitet[5]
- 2003 – Kungliga medaljen Litteris et Artibus

## Filmografi
- 1990 – En midsommarnattsdröm (TV)
- 1991 – Trappen) (TV)
- 1994 – Den ena kärleken och den andra (TV-serie)
- 1996 – Gisslan (TV)
- 1996 – Faust (TV)
- 1997 – Sven (kortfilm)
- 1997 – 90 minuter 90-tal (långfilmsavsnitt)

## Teater

### Regi
| År   | Produktion                                                 | Upphovsmän                                             | Teater                |
| ---- | ---------------------------------------------------------- | ------------------------------------------------------ | --------------------- |
| 1984 | Lasse i gatan                                              | Lars Forssell                                          | Backa teater          |
| 1988 | Motströmsleken                                             | Johan Sundelius                                        | Dramaten              |
| 1995 | Ifigenia i Aulis Ἰφιγένεια ἐν Αὐλίδι, Īphigéneia en Aulídi | Euripides                                              | Dramaten              |
| 2001 | Eliza Pygmalion                                            | George Bernard Shaw Översättning Göran O. Eriksson     | Backa teater          |
| 2005 | Sultanens hemlighet alʼSultan al-hair                      | Tawfiq al-Hakim Översättning Tetz Rooke                | Dramaten              |
| 2007 | Don Carlos Don Karlos                                      | Friedrich Schiller Översättning Ragnar Strömberg       | Göteborgs Stadsteater |
| 2010 | Jerusalem 2010                                             | Eva Bergman                                            | Dramaten              |
| 2013 | Pygmalion                                                  | George Bernard Shaw                                    | Göteborgs Stadsteater |
| 2017 | Karl Gerhard                                               | Irena Kraus                                            | Göteborgs stadsteater |
| 2018 | Fanny och Alexander                                        | Ingmar Bergman Bearbetning Stefan Larsson, Eva Bergman | Göteborgs stadsteater |
| 2022 | Kontrabasen Der Kontrabaß                                  | Patrick Süskind Översättning Hans Axel Holm            | Göteborgs stadsteater |